# Erik Aschan
Erik Gabriel Willand Aschan, även känd som Erik Aschan Zürcher (där Zürcher är efter Aschans far), född  1 januari 1953 i Stockholm, är en svensk sångare och låtskrivare. Han är son till Ingegerd Aschan och dotterson till Willand Aschan.
Aschans far var en nederländare som efter en kort tid återvände till hemlandet. Erik Aschan växte upp i Västerås, där han under flera perioder levde i fosterfamilj eftersom modern var upptagen av sin yrkesverksamhet. Vid 20 års ålder gav han ut sin första skiva i egen regi, då inget skivbolag var intresserat av hans alster. Hans texter är delvis vänsterpolitiska, men behandlar även existentiella problem. Hans skivor är samlarobjekt, bland annat på grund av att han i början av 1990-talet förstörde hela sitt lager av osålda skivor.

## Diskografi
- Erik Aschan (LP, 1973)
- Två (LP, 1977)
- -Så länge ni vägrar lyssna... (LP, 1979)
- Mothugg! – Mina sånger kommer alltid att leva!!! (dubbel-LP, 1981)
- Vi ska alla den vägen vandra! (el. Offrad på politikens altare!) (LP, 1982)
- in English (som Erik G W Zürcher and Erik Aschan) (LP, 1986)
- Tre låtar (En grön - En ljusblå - En om döden) (som Eric Asch an Surcher) (Kassett, 2002)
- Tre låtar (En grön - En ljusblå - En om döden) (som Eric Asch an Surcher) (EP, 2003)